# Kemal Aslan
Kemal Aslan (* 24. Oktober 1981 in Gaziantep, Türkei) ist ein türkischer Fußballspieler.

## Karriere

### Verein
Aslan startete seine Vereinsfußballkarriere beim Amateurverein Gaziantep Esenspor. Von hier aus wechselte er als Profispieler zu Gaziantep Büyükşehir Belediyespor. In diesem Verein schaffte er es auch in die türkischen Jugendnationalmannschaften. Nach zwei Jahren bei Gaziantep BB wechselte er zum Erstligisten seiner Heimatstadt, zu Gaziantepspor. Hier gelang ihm endgültig der Durchbruch und er avancierte zu einem der Shootingstars der Liga. 
Nachdem mehrere große Vereine versucht hatten, ihn zu verpflichteten, entschied er sich im Frühjahr 2003 für Fenerbahçe Istanbul. Kemal Aslan spielte von Januar 2003 bis zum Sommer 2008 bei Fenerbahçe Istanbul, dem 17-fachen türkischen Meister. Sein erstes Spiel für Fenerbahçe bestritt er am 9. Februar 2003 gegen MKE Ankaragücü. 
Im Juli 2007 verlängerte Kemal seinen Vertrag mit Fenerbahçe Istanbul um weitere drei Jahre bis 2010. 
Trotz dieser ein Jahr alten Vertragsverlängerung wechselte er zur Saison 2008/09 zu Gaziantepspor. Dieser Wechsel kam im Nachhinein nicht zustande, weil Gaziantepspor die vereinbarte Ablösesumme nicht zahlte. So erklärte Fenerbahçe den Vertrag für ungültig und holte Aslan zurück. Kurze Zeit später verpflichtete ihn der damalige Erstligist Kocaelispor. Hier blieb er lediglich eine Spielzeit und heuerte für die Saison 2009/2010 bei Bursaspor an. Auch bei diesem Verein blieb er nicht langfristig. die nachfolgenden Spielzeiten spielte er jeweils eine Spielzeit bei den Zweitligisten Adanaspor und Denizlispor. Nach dem Ende seines Vertrages mit Denizlispor zum Sommer 2012 blieb er vereinslos.

### Nationalmannschaft
Aslan durchlief zu seiner Zeit bei Gaziantep Büyükşehir Belediyespor die türkischen U-18- und U-19-Nationalmannschaften. In der Zeit von 2001 bis 2003  spielte er insgesamt 36-mal für die türkische U-21-Nationalmannschaft. Damit ist er einer der Spieler mit den meisten Nationalmannschaftseinsätzen für die türkische U-21. Er war auch über einen weiten Zeitraum der Mannschaftskapitän dieser Mannschaft.

## Erfolge
- Fenerbahçe Istanbul
  - Türkischer Meister (3): 2003/04, 2004/05, 2006/07
  - Türkischer Supercup (1): 2007